# Yrius Carboni
Yrius Roberto Carboni (Salvador, 22 juli 1986) is een Braziliaanse voetballer. 
Hij speelde in de jeugd voor EC Vitória, Inter Milaan en wederom Vitória.
De aanvaller kwam begin 2007 naar Nederland waar hij ging spelen bij Helmond Sport. Door een aantal blessures kwam hij vier keer in actie. In de zomer van 2007 kreeg hij bij FC Eindhoven een amateurcontract. Op 21 september maakte hij zijn debuut voor FC Eindhoven in het uitduel met SC Cambuur-Leeuwarden (1-1).

## Carrière
| 2006/07 | Helmond Sport | 4  | 0 | Eerste divisie |   |   |   |   |   |
| 2007/08 | FC Eindhoven  | 8  | 1 | Eerste divisie |   |   |   |   |   |
| Totaal  | Totaal        | 12 | 1 | 1              | 1 | 1 | 1 | 1 | 1 |